# Catherine Henriette de Balzac d’Entragues
Catherine Henriette de Balzac d’Entragues, markiza de Verneuil (ur. 1579, zm. 1633) – francuska arystokratka, po śmieri Gabrielle d’Estrées będąca maîtresse-en-titre króla Francji Henryka IV. Była córką Charlesa Balzac d’Entragues i jego żony Marii Touchet, która była dawniej jedynyną mistrzynią Francji Karola IX.

## Królewska metresa
Catherine Henriette de Balzac d’Entragues pojawiła się na dworze w czasach, gdy marzeniem większości kobiet było stanie się królewską kochanką i zdobyć wielki majątek, a jej matka Marie przed jej narodzinami była kochanką króla Karola IX. Ambitna, ładna i intrygująca wkrótce zdobyła serce Henryka IV, wciąż głęboko pogrążonego w żałobie po śmierci Gabrielle d’Estrées. Młoda szlachcianka przed związaniem się z królem skłoniła go do tego, żeby zapłacił jej ojcu ogromną sumę pieniędzy i do pisemnej obietnicy wzięcia z nią ślubu, o ile w ciągu dziewięciu miesięcy urodzi mu syna. Obietnica ta doprowadziła do gorzkich scen zazdrości i wzajemnych oskarżeń na dworze, kiedy wkrótce potem królową została Marie de’Medici zamiast Catherine Henriette.
Straszliwie wściekła i czując się zdradzoną metresa zaangażowała się w spisek przeciwko królowi w 1608 roku, ale uciekła z kraju unikając wszelkiej kary, kiedy spisek został udaremniony, a w 1608 roku Henryk IV z powrotem przyjął ją na dwór i obdarzył ją łaskami jako kolejną ze swoich kochanek. Później była zaangażowana w hiszpańskie intrygi związane z ostatnią kochanką monarchy – młodą księżną Kondeuszową poprzedzające śmierć króla w 1610 roku. Po śmierci króla jego żona, królowa Maria de 'Medici została mianowana regenttką przez Parlament, Catherine Henriette została natychmiast wygnana z dworu królewskiego. Żyła jeszcze przez 23 lata po śmierci Henryka aż do 1633 roku. Zmarła w wieku 55 lat samotna i zapomniana.

## Potomstwo
Z królem Henrykiem IV, królem Francji miała dwoje dzieci:
- Gaston Henryk, książę de Verneuil (ur. 1601, zm. 1682)
- Gabrielle Angelika (ur. 1603, zm. 1627)